# 華盛頓森特 (密蘇里州)
華盛頓森特（英語：Washington Center）是位於美國密蘇里州哈里森縣的非建制地區。

## 歷史
華盛頓森特的郵局於1878年設立，其後於1904年停運。

## 地理
華盛頓森特所處的海拔為高於海平面322米（即1056英呎），而該地所採用的時區為UTC-6，即北美中部時區（CST）。同時該地設有夏令時間，為UTC-6調快一小時，即UTC-5（CDT）。